# Reggie Nalder
Reggie Nalder, eigentlich Alfred Natzler, (* 4. September 1907 in Wien; † 19. November 1991 in Santa Monica) war ein österreichischer Filmschauspieler mit einer Karriere beim internationalen Film, insbesondere als Darsteller von unheimlichen oder bösartigen Figuren.

## Leben und Karriere
Der Sohn des Kabarettisten und Schauspielers Siegmund Natzler und seiner Frau Ida geb. Herzog betätigte sich in den 1920er Jahren als Darsteller und Tänzer an verschiedenen zweitklassigen Wiener Bühnen. Sein Onkel war der Schauspieler und Operettensänger Leopold Natzler. Nach dem Tod des Vaters ließ er sich in Paris nieder, wo er ebenfalls an mehreren Theatern tätig war. In dieser Zeit zog er sich eine Gesichtsverletzung mit schweren Verbrennungen zu, die seine Physiognomie unverwechselbar machte.
In Großbritannien arbeitete Nalder nach dem Zweiten Weltkrieg als Sprecher beim deutschsprachigen Sender der BBC, kam hernach zum Film. Nach mehreren kleinen Filmrollen wurde er in der Rolle des Mörders Rien in Hitchcocks Der Mann, der zuviel wußte einem größeren Publikum bekannt. Weitere Aufmerksamkeit erlangte er in Liane, das Mädchen aus dem Urwald als intriganter Firmenerbe Schöninck. Von nun an war Nalder im Film auf den Bösewicht festgelegt. Außerdem spielte er in vielen B-Filmen und Fernsehproduktionen mit, u. a. als der andorianische Botschafter Shras in der Episode „Reise nach Babel“ der 2. Staffel der Science-Fiction-Serie Raumschiff Enterprise.
Mit seinem ungewöhnlichen, zerfurchten Gesicht war der hagere Nalder vor allem auf die Darstellung negativer und bedrohlicher Charaktere spezialisiert. Seit den 1970er Jahren agierte er als Star verschiedener Horrorfilme, nachdem er an der Seite von Udo Kier in Hexen bis aufs Blut gequält zu sehen gewesen war. Besonders in Erinnerung blieb dabei seine Rolle als Vampir Barlow an der Seite von James Mason in Stephen Kings Fernseh-Zweiteiler Brennen muss Salem.
Reggie Nalder lebte seit Anfang der 1960er Jahre in Kalifornien. Er starb an Knochenkrebs.

## Filmografie (Auswahl)
- 1938: Die entführte Braut
- 1946: Jericho
- 1949: Rote Signale (Le Signal rouge)
- 1950: Opiumhölle Shanghai (Mystère à Shanghai)
- 1951: Die Taverne von New Orleans (Adventures of Captain Fabian)
- 1951: Blaubart
- 1954: Verraten (Betrayed)
- 1955: Nächte in Lissabon (Les Amants du Tage)
- 1955: Die Geflüchteten (Les Évadés)
- 1956: Der Mann, der zuviel wusste (The Man Who Knew Too Much)
- 1956: Liane, das Mädchen aus dem Urwald
- 1958: Polizeiaktion Dynamit (Échec au porteur)
- 1958: Romarei, das Mädchen mit den grünen Augen
- 1959: Peter Gunn (Fernsehserie, Folge 1x32)
- 1959: 77 Sunset Strip (Fernsehserie, 2 Folgen)
- 1961: Liane, die Tochter des Dschungels
- 1962: Am Schwarzen Fluss (The Spiral Road)
- 1962: Botschafter der Angst (The Manchurian Candidate)
- 1963: Nacht der Erfüllung (Le Jour et l’Heure)
- 1963: Das Mädchen mit dem frommen Blick (Les Saintes Nitouches)
- 1964: Gauner gegen Gauner (The Rogues, Fernsehserie, Folge 1x08)
- 1965: Solo für O.N.C.E.L. (The Man from U.N.C.L.E., Fernsehserie, Folge 1x20)
- 1967: Raumschiff Enterprise (Star Trek, Fernsehserie, Folge 2x10 Reise nach Babel)
- 1968–1970: Ihr Auftritt, Al Mundy (It Takes a Thief, Fernsehserie, 3 Folgen)
- 1970: Hexen bis aufs Blut gequält
- 1970: Das Geheimnis der schwarzen Handschuhe (L’uccello dalle piume di cristallo)
- 1973: Hexen – geschändet und zu Tode gequält
- 1975: Die Toten sterben nicht (The Dead Don’t Die, Fernsehfilm)
- 1976: Fellinis Casanova (Il Casanova di Federico Fellini)
- 1976: Draculas Todesrennen (Crash!)
- 1977: Ein Sheriff in New York (McCloud, Fernsehserie, Folge 7x06)
- 1977: Zoltan, Draculas Bluthund (Zoltan, Hound of Dracula)
- 1978: Fantasy Island (Fernsehserie, Folge 1x03)
- 1978: Kampfstern Galactica (Battlestar Galactica, Fernsehserie, Folge 1x01)
- 1978: Liebling, du beißt so gut (Dracula Sucks)
- 1979: Seven – Die Super-Profis (Seven)
- 1979: Brennen muss Salem (Salem’s Lot, Miniserie)
- 1981: Zum Teufel mit Max (The Devil and Max Devlin)
- 1985: Blue Ice
- 1991: Jerico